# AqTaylor
Das Siglum AqTaylor (auch: Taylor-Schechter 12.186 + AS.78.412; 12.187; 12.188; vh203, TM 62306, LDAB 3469) sind Fragmente eines Palimpsests, das einen Teil des palästinensischen Talmuds in oberer Schrift und einen Teil des Buches der Psalmen aus Aquilas griechischer Übersetzung (ungefähr im Jahr 130 n. Chr.) der hebräischen Bibel in unterer Schrift enthält. Letzteres ist eine griechische Bibelhandschrift in Kodexform. Dieses Septuaginta-Manuskript,  wird auf die Zeit nach der Mitte des fünften Jahrhunderts nach Christus, spätestens jedoch auf den Beginn des sechsten Jahrhunderts n. Chr. datiert.

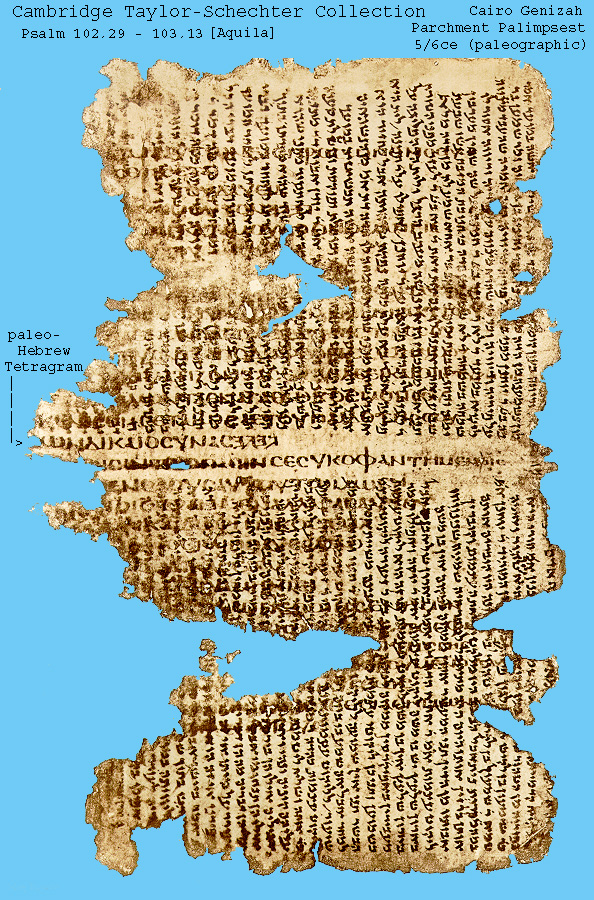
Psalmen 102,29–103,13 in Übersetzung Aquilas

Die Fragmente wurden von C. Taylor in seinem Werk Hebrew-Greek Cairo Genizah Palimpsests, Cambridge, 1900, S. 54–65, veröffentlicht.
Dieses Manuskript enthält die Psalmen 90–103. Das Manuskript ist in Koinegriechisch geschrieben, aber es enthält das Tetragrammaton in archaischen hebräischen Schriftzeichen () in Ps 91,2.9; 92,1.4.5.8.9; 96,7(bis).8.9.10.13; 97,1.5.9.10.12; 102,15.16.19.21; 103,1.2.6.8.
Heute wird es in der Bibliothek der Universität Cambridge aufbewahrt.

## Geschichte
Eine Reihe von Manuskripten wurde in der Geniza der Kairoer Ben-Ezra-Synagoge in Ägypten gefunden. Diese Palimpsest-Fragmente wurden von Solomon Schechter nach Cambridge gebracht. Die Fragmente wurden von Charles Taylor in seinem Werk Hebräisch-Griechisch Kairoer Geniza Palimpseste im Jahr 1900, S. 54–65, veröffentlicht.

## Beschreibung
Das Manuskript besteht aus drei Blättern. Das Manuskript enthält zwei Texte: den Text eines Teils der griechischen Übersetzung der hebräischen Bibel und den palästinensischen Talmud. Die Texte wurden im Winkel von 90 Grad zueinander geschrieben.

### Aquilas Übersetzung
Aquilas Übersetzung wurde um das Jahr 130 nach Christus. Der Text enthält Teile der Psalmen 90–103. Die Fragmente enthalten die Psalmen 90:17, 91:1-16, 92:1-10, 93:3, 96:7-13, 97:1-12, 102:16-29 und 103:1-13. Nach Taylor ähnelt die Schrift dieses Manuskripts der des AqBurkitt, in fetten Unzialbuchstaben, ohne Großbuchstaben am Anfang oder in den Absätzen oder als erster Buchstabe auf der Seite.

### Tetragrammaton
Das Manuskript ist in Koine-Griechisch geschrieben, enthält aber das Tetragrammaton in archaischen hebräischen Schriftzeichen in Ps 91:2, 9; 92:1, 4, 5, 8, 9; 96:7, 7, 8, 9, 10, 13; 97:1, 5, 9, 10, 12; 102:15, 16, 19, 21; 103:1, 2, 6, 8.

### Palästinensischer Talmud
Der obere Text ist der palästinensische Talmud in hebräischer Sprache verfasst.